# 一般相対性理論の数学
一般相対性理論の数学（いっぱんそうたいせいりろんのすうがく、英: Mathematics of general relativity）では、アインシュタインの一般相対性理論の研究や定式化に用いられる様々な数学的構造と技法について記述する。一般相対性理論では、主に微分幾何学、擬リーマン多様体上に定義されるテンソル場の理論が道具として用られる。

## 多様体としての時空
最も現代的な一般相対性理論の数学的なアプローチは、多様体の考え方から始まる。より正確には、重力を表現する基本的な物理的構造である曲がった時空は、4次元の滑らかで連結なローレンツ多様体によりモデル化される。他の物理の記述は、以下に議論する様々なテンソルにより表される。
基本的な構造として多様体を選択する理論的根拠は、それが望ましい物理的性質を反映できるからである。たとえば、多様体の理論では、各点はそれぞれある（一意とは限らない）座標近傍の中に含まれるが、これは（多様体上の点として表される）観測者の周りの「局所的時空」を表現していると考えることができる。
特殊相対性理論の法則が時空の各点で局所的に成り立つことを主張する局所ローレンツ共変性（Lorentz covariance）の原理は、一般多様体上の点の局所的な周辺でありミンコフスキー空間（平坦な時空）の「ように見える」または空間的にそれに非常に近い時空を表現するための多様体構造を選択することをさらに後押しする。
「近傍を観測することのできる局所的な観測者」としての座標近傍の考え方は、局所的に物理的データを実際に集める方法であるため、物理学的に理に適ってもいる。宇宙論的な問題には、座標近傍は非常に大きなものとなる。

### 局所構造 vs 大域構造
物理学で重要な区別立ての1つは、局所構造と大域構造の間の差異である。物理的な計測が時空間の比較的小さな領域で行われるため、これは時空の局所構造(local structure of spacetime) を研究するひとつの理由となっている一方で、特に宇宙論の種々の問題に対して、大域的時空構造(global spacetime structure) を決定することは重要となる。
一般相対性理論の重要な問題の1つに、2つの時空が少なくとも局所的に「同じ」であるのはどのような場合かという問題がある。この問題は、同じ次元をもつ2つのリーマン多様体が局所等長（「局所的に同じ」）かどうかの決定という多様体論の問題に起源を持つ。後者の問題は解かれており、一般相対性理論への適用をカルタン・カールヘーデのアルゴリズム(Cartan–Karlhede algorithm) と呼ぶ。

## テンソルを用いる理由
一般共変性原理 (principle of general covariance) は、物理学の法則はすべての座標系（reference frame）で同一の数学的形式を取るべきであることを言っており、一般相対性理論の中で中心的な原理のひとつである。一般共変性という用語は初期の一般相対性理論の定式化で使用されたが、現在、微分同相共変性 (diffeomorphism covariance) が多く使われる。微分同相共変性は一般相対性理論の決定的な特徴ではなく、議論は現在も残っている。その原理の中で結論される物理法則の不変性は、理論が本質的に（非ユークリッド幾何学的な）幾何学性質であるという事実と相まったものであるということは、一般相対性理論がテンソルの言語を用いて定式化されることを示唆している。以下でさらに議論する。

## 一般相対性理論のテンソル
相対性理論の深い結論のひとつは、特権を持つ座標系(privileged reference frames) の廃止である。物理現象の記述は、誰が計測するかには依存すべきでなく、つまり、どの座標（標構）も他の座標（標構）と同様であるべきである。特殊相対性理論は、すべての他の慣性系に優先する特別な慣性系が存在しないことを示しているが、それでも慣性系は非慣性系よりは優遇されている。一般相対性理論は慣性系の優先性をもなくし、自然を記述する優先された座標系は（慣性系か否かを問わず）存在しないことを示した。
任意の観測者は測定をすることで、その観測者が使っている座標系のみに依存した数値を得ることができる。このことは、（観察者により表現される）座標系には依存せず、独立性をもつような「不変構造」を使い相対性を定式化する方法を示唆している。この不変構造を表すのに最も適切な数学的構造はテンソルであるように思われる。たとえば、加速している電荷により生成される電磁場を計測するとき、その値は使う座標系に依存するが、電磁場自体は座標系からは独立しているとみなされる。この独立性は電磁テンソルにより表現される。
数学的には、テンソルは線型作用素を一般化した多重線型写像である。線型代数の考え方はテンソルの研究において役立つ。
多様体M 上の任意の点 {\displaystyle \scriptstyle \,p} において、この多様体への接空間と余接空間を構成することができる。ベクトル（反変ベクトルと呼ばれることもある）は接空間の元として定義され、余ベクトル（共変ベクトルと呼ばれることもあるが、通常は双対ベクトルや 1-形式と呼ばれる）は余接空間の元である。
点{\displaystyle \scriptstyle \,p} において、これら 2つのベクトル空間を使って{\displaystyle \scriptstyle \,(r,\,s)} 型テンソル、すなわち、{\displaystyle \scriptstyle \,r} 個の余接空間のコピーと、{\displaystyle \scriptstyle \,s} 個の接空間のコピーの直和の上に作用する実多重線型写像が構成される。そのような多重線型写像のすべての集合はベクトル空間を形成し、点 {\displaystyle \scriptstyle \,p} でのタイプ {\displaystyle \scriptstyle \,(r,\,s)} のテンソル積空間と呼ばれ、{\displaystyle \scriptstyle \,(T_{p})^{r}{}_{s}M} で書き表される。接空間がn 次元であれば、テンソル積空間の次元は{\displaystyle \scriptstyle \dim(T_{p})^{r}{}_{s}M\;=\;n^{r+s}} であることを示すことができる。
一般相対性理論の記述には、テンソルの成分の記法を使うと便利である。
(r , s) 型テンソルは、
{\displaystyle T\;\!=\;\!{T^{a_{1}\ldots a_{r}}}_{{b_{1}}\ldots {b_{s}}}{\frac {\partial }{\partial x^{a_{1}}}}\otimes \ldots \otimes {\frac {\partial }{\partial x^{a_{r}}}}\otimes dx^{b_{1}}\otimes \ldots \otimes dx^{b_{s}}}
と書き表すことができる。ここに {\displaystyle \scriptstyle {\partial }/{\partial x^{a_{i}}}} は 第i-番目の接空間の基底であり、{\displaystyle \scriptstyle dx^{b_{j}}} は 第j-番目の余接空間の基底である。
時空を 4次元とすると、各々のテンソルの添字は 4つの値のうちの一つをとる。従って、テンソルの元の全体の個数は、4R である。ここにR はテンソルの共変と反変の添字の数の和であり、テンソルのランクと呼ばれる。

### 対称テンソルと反対称テンソル
いくつかの物理量はその成分のすべてが独立ではないテンソルで表現されることがある。そのようなテンソルの重要な例としては、対称テンソルと反対称テンソルを含む。反対称テンソルは、回転を表現することによく使われる (たとえば、渦流テンソル(vorticity tensor))。
4次元でランクR のテンソルは一般に4R 個の成分を持つが、対称あるいは反対称といった制約によって独立な成分の数が減る。例えば、ランク 2の対称テンソル {\displaystyle \scriptstyle T} は {\displaystyle \scriptstyle T_{ab}\;=\;T_{ba}} を満たし、独立な成分は10個となる。一方、ランク 2の反対称テンソル {\displaystyle \scriptstyle P} は{\displaystyle \scriptstyle P_{ab}\;=\;-P_{ba}} を満し、独立な成分は6個である。2よりも大きなランクに対しては、添字のうちどれが対称、あるいは反対称なペアであるかは明示的に示さなければならない。
ランク 2の反対称テンソルは、一般相対性理論の中で重要な役割を果たす。そのようなテンソルの集合は、しばしば双ベクトルとも呼ばれ、双ベクトル空間と呼ばれる 6次元のベクトル空間を形成する。

### 計量テンソル
計量テンソルは、一般相対性理論において（アインシュタイン場の方程式を解いた結果としての）時空の局所幾何学を記述する中心的な対象である。弱い場の近似を用いることで、計量テンソルは「重力ポテンシャル」を表現するものと考えることができる。計量テンソルは単に「計量」とのみ呼ばれることが多い。
計量は対称テンソルで、重要な数学的道具である。添字の上げ下げで用いられるだけでなく、計量はまた運動の測地線方程式やリーマン曲率テンソルを構成することに用いられる接続も生成する。
計量テンソルを、それが関連する座標区間の増加する間隔を組み合わせにおいて簡単に表すには、次の線素を用いる。
{\displaystyle ds^{2}=g_{ab}\,dx^{a}\,dx^{b}\ .}
計量を表すこの方法は、微分幾何学のパイオニアたちにより使われた。このいくらか古い形の記法を使う相対性理論者もいるが、多くは次のように別の記法と古い方法の双方を使っている。
{\displaystyle g=g_{ab}\,dx^{a}\otimes dx^{b}\ .}
計量テンソルは通常、4 × 4 の行列で記述される。この行列は対称行列であるので、10個の独立した成分を持っている。

### 不変量
一般相対性理論の主要な特徴のひとつは、（座標系による）物理法則の不変性という考え方である。この不変性はいろいろなやりかた、例えば、局所ローレンツ共変(local Lorentz covariance) や一般相対性原理や微分同相共変性 (diffeomorphism covariance)で記述できる。
より明確な記述はテンソルを用いることで可能となる。このアプローチで用いられるテンソルの重要な特徴は、（ひとたび計量が与えられたとすれば）階数（ランク）がR のテンソルのすべての添字を縮約すると不変量と呼ばれる数値（スカラー）が得られて、この不変量は縮約に使った座標チャートには無関係になるという事実である。このことは物理的には、（異なる座標系にある）2人の観測者が不変量を計算すると、同じ数値が得られる、したがって不変量は観測者とは無関係の意味を持っていることを意味する。一般相対性理論に於いて重要な不変量としては次のものがある。
- リッチスカラー: {\displaystyle \scriptstyle R\;=\;R^{ab}g_{ab}}
- クレッツェマンスカラー（英語版）(Kretschmann scalar): {\displaystyle \scriptstyle K\;=\;R^{abcd}R_{abcd}}

相対性理論での不変量の他の例は、電磁不変量(electromagnetic invariants) や、他にも様々な曲率不変量(curvature invariants) があり、後者としては重力エントロピー(gravitational entropy) やワイル曲率仮設(Weyl curvature hypothesis) の研究における応用の探索がある。

### テンソルの分類
テンソルの分類は純粋に数学の問題である。しかしながら、一般相対性理論では、物理的な解釈を持つあるテンソルを、物理に対応するテンソルの微分形式として分類することができる。一般相対性理論で有用なテンソルの分類の例として、エネルギー・運動量テンソルのセグレ分類(Segre classification) やワイルテンソル(Weyl tensor) のペトロフ分類(Petrov classification) がある。これらのテンソルの分類は様々な方法があり、それらの内のいくつかはテンソル不変量を使っている。

## 一般相対性理論でのテンソル場
多様体上のテンソル場とは、多様体の各点へテンソルを貼り付ける写像である。この概念は、ファイバー束の考え方を導入することにより、より明確にすることができる。この文脈ではファイバー束は多様体のすべての点におけるすべてのテンソルを集めたものを意味している、したがってそれらすべてを一つの大きな対象に「束ねる」ことをテンソルバンドルと呼ぶ。テンソル場はそのため、多様体からテンソルバンドルへの写像として定義され、各点 {\displaystyle \scriptstyle p} には {\displaystyle \scriptstyle p} におけるテンソルが伴われている。
テンソル場の概念は一般相対性理論において非常に重要である。例えば、恒星の周りの幾何学は各点の計量テンソルにより記述される、だから時空の各点において計量の値は物質粒子の経路を解くことにより与えられねばならない。別な例としては、荷電粒子の運動を決定するため、（電磁場のテンソルにより与えられる）電場と磁場の値や電荷を持つブラックホールの周りの各点での計量がある。
ベクトル場は、ランク 1の反変テンソル場である。相対性理論における重要なベクトル場は
- 四元速度（英語版）(four-velocity) {\displaystyle \scriptstyle U^{a}\;=\;{\dot {x}}^{a}} 。これは単位固有時間あたりの移動距離である。
- 四元加速度（英語版）(four-acceleration) {\displaystyle \scriptstyle A^{a}\;=\;{\ddot {x}}^{a}}
- 四元カレント {\displaystyle \scriptstyle \,J^{a}} 。電荷や電流密度を記述する。

がある。他に相対性理論において重要なテンソルには次がある。
- ストレスエネルギーテンソル {\displaystyle \scriptstyle \,T^{ab}} 。ランク 2の対称テンソル
- 電磁場テンソル {\displaystyle \scriptstyle \,F^{ab}} 。ランク 2の反対称テンソル

「テンソル」という用語はある点における対象を意味しているにもかかわらず、時空上のテンソル場を意味するものとして、単に「テンソル」という用語がよく用いられる。
計量の定義されたものの上の時空の各点は、シルベスターの慣性法則を使い、その計量をミンコフスキー形式へ帰着させることができる。

## テンソル微分
一般相対性理論の登場以前から、物理的過程における変化は偏微分によって記述されていた、例えば、電磁場の変化を記述する場合などである（マックスウェル方程式も参照）。特殊相対性理論でさえも、偏微分はそこでの変化を記述する分にはまだ充分である。しかしながら一般相対性理論では、微分自体もテンソルであるような微分を用いなくてはならないことが見つけられた。テンソル微分は、ベクトル場の積分曲線 (integral curve) に沿った微分であるということも含んでいるいくつかの共通の特徴を持つ。
平坦でない多様体上の微分を定義するときに問題となるのは、異なる点上のベクトルを比較する自然な方法がないことである。そのため微分を定義するためには、一般の多様体上に追加の構造が要求される。以下では、2つの重要な微分が、それぞれ多様体上にある構造を追加することにより定義されることを述べる。

### アフィン接続
時空の曲率は、ある点でのベクトルをとり、時空上の曲線に沿って平行移動することにより特徴付けることができる。アフィン接続はベクトルを、その方向を変えることなしに多様体上の曲線に沿って移動させる合理的方法を記述する規則である。
定義により、アフィン接続は双線型写像 {\displaystyle \scriptstyle \Gamma (TM)\times \Gamma (TM)\;\rightarrow \;\Gamma (TM)} である。ここに {\displaystyle \scriptstyle \,\Gamma (TM)} は時空上のすべてのベクトル場の空間である。この双線型写像は接続係数（クリストッフェル記号として知られてもいる）のことばで記述することができる。これは無限小平行移動の下で基底ベクトルの成分に起きる変化を、
{\displaystyle \nabla _{e_{i}}e_{j}=\Gamma _{ji}^{k}e_{k}}
と表す。この見た目にもかかわらず、接続係数は、テンソルの成分ではない。
一般的には、時空の各々の点でD3 個の独立な接続係数が存在する。{\displaystyle \scriptstyle \Gamma _{ji}^{k}\;=\;\Gamma _{ij}^{k}} であるとき、接続は対称、または捩れがないという。対称な接続は、高々、1⁄2D2(D + 1) 個の独立な係数からなる。
任意の曲線 {\displaystyle \scriptstyle \gamma } とこの曲線上の2点 {\displaystyle \scriptstyle A\;=\;\gamma (0),\,B\;=\;\gamma (t)} に対して、アフィン接続は、A の接空間のベクトルから B の接空間のベクトルへの写像をもたらす。
{\displaystyle X(t)\,=\Pi _{0,t,\gamma }X(0)}
そして {\displaystyle \scriptstyle \,X(t)} は、微分方程式
{\displaystyle {\frac {d}{dt}}X^{i}(t)=\nabla _{C(t)}X^{i}(t)=\Gamma _{jk}^{i}X^{j}(t)C^{k}(t)}
を解くことにより成分毎に計算することができる。ここに、{\displaystyle \scriptstyle \,C^{j}(t)} は、点 {\displaystyle \scriptstyle \gamma (t)} での曲線に接するベクトルである。
一般相対性理論で重要なアフィン接続はレヴィ・チヴィタ接続であり、レヴィ・チヴィタ接続は、曲線にそって定数であるベクトルの内積を保つような接ベクトルの平行移動から得られる対称接続である。その結果得られる接続係数（クリストッフェル記号）は、計量から直接計算することができる。このことから、この接続はしばしば計量接続とも呼ばれる。

### 共変微分
{\displaystyle \scriptstyle X} を点とし、{\displaystyle \scriptstyle {\vec {A}}} を {\displaystyle \scriptstyle X} に置かれたベクトル、{\displaystyle \scriptstyle {\vec {B}}} をベクトル場とする。{\displaystyle \scriptstyle {\vec {A}}} に沿った点 {\displaystyle \scriptstyle X} で {\displaystyle \scriptstyle {\vec {B}}} を微分するという考えは、アフィン接続と、パラメータ表示された滑らかな曲線 {\displaystyle \scriptstyle \gamma \,(t)} を選んで、{\displaystyle \scriptstyle X\;=\;\gamma (0)} かつ {\displaystyle \scriptstyle {\vec {A}}\;=\;{d \over dt}\gamma (0)} であるようにすることにより物理的に意味を持つ。
接続 {\displaystyle \scriptstyle \,\Pi } に伴うベクトル場 {\displaystyle \scriptstyle {\vec {A}}} に沿った {\displaystyle \scriptstyle {\vec {B}}} の共変微分の公式
{\displaystyle \nabla _{\vec {A}}{\vec {B}}(X)=\lim _{\epsilon \rightarrow 0}{\frac {1}{\epsilon }}\left[\Pi _{(\epsilon ,0,\gamma )}{\vec {B}}(\gamma (\epsilon ))-{\vec {B}}(X)\right]}
は曲線に独立であることを示すことができ、共変微分の「物理的定義」として使うことができる。
これは接続係数を使い、
{\displaystyle \nabla _{\vec {Y}}{\vec {X}}=X^{a}{}_{;b}Y^{b}{\frac {\partial }{\partial x^{a}}}=(X^{a}{}_{,b}+\Gamma _{bc}^{a}X^{c})Y^{b}{\frac {\partial }{\partial x^{a}}}}
と表現することができる。括弧の中は「（接続に関する）{\displaystyle \scriptstyle X} の共変微分」と呼ばれ、{\displaystyle \scriptstyle \nabla {\vec {X}}} と書かれるが、これには次式を使うことがより一般的である。
{\displaystyle \nabla {\vec {X}}=X^{a}{}_{;b}{\frac {\partial }{\partial x^{a}}}\otimes dx^{b}=(X^{a}{}_{,b}+\Gamma _{bc}^{a}X^{c}){\frac {\partial }{\partial x^{a}}}\otimes dx^{b}\ .}
このようにして{\displaystyle \scriptstyle X} の共変微分は、ベクトル場に作用してタイプ (1, 1) の（共変の添字を 1つ増やした）テンソルへ写像する 微分作用素とみなすことができ、さらにタイプ (r, s) テンソルからタイプ (r, s + 1)のテンソル場への写像として一般化することができる。これにより、平行移動の考え方はベクトル場の場合と同様に定義することができる。この定義では、スカラー場の共変微分は場の通常の微分に等しい。
共変微分を記述する方法は文献によって異なるが、よく使われる方法には次の 3つがある。
{\displaystyle D_{a}T_{d\dots e}^{b\dots c}=\nabla _{a}T_{d\dots e}^{b\dots c}=T_{d\dots e;a}^{b\dots c}}
通常の偏微分が持つ性質の多くは、共変微分へも適用される。
{\displaystyle {\begin{aligned}\nabla _{a}(X^{b}+Y^{b})&=\nabla _{a}X^{b}+\nabla _{a}Y^{b},\\\nabla _{a}(X^{b}Y^{c})&=Y^{c}(\nabla _{a}X^{b})+X^{b}(\nabla _{a}Y^{c}),\\\nabla _{a}(f(x)X^{b})&=f\nabla _{a}X^{b}+X^{b}\nabla _{a}f=f\nabla _{a}X^{b}+X^{b}{\partial f \over \partial x^{a}},\\\nabla _{a}(cX^{b})&=c\nabla _{a}X^{b},\quad c{\text{ is constant}}\end{aligned}}}
一般相対性理論では、通常、共変微分というときは、レヴィ・チヴィタ（のアフィン）接続についての共変微分のことをいう。定義により、レヴィ・チヴィタ接続は平行移動の下に計量を保存するので、計量テンソル上に作用するとき共変微分は 0となる（その逆も同じ）。このことは、（逆）計量テンソルをとり、微分の添字の上げ下げに使うことができることを意味する。
{\displaystyle \nabla _{a}T^{b}=\nabla _{a}(T_{c}g^{bc})=g^{bc}\nabla _{a}T_{c}}

### リー微分
もうひとつの重要なテンソル微分は、リー微分である。一般相対性理論では、アフィン接続を通して計量に依存しているように見える表現が使われるが、共変微分とは異なり、リー微分は計量独立な微分である。共変微分は異なる点でのベクトルどうしの比較が可能であることをアフィン接続に要求するが、リー微分は同じ目的を達成するためベクトル場から来る合同性を使う。合同に沿って函数を引き継ぐ (Lie dragging) というアイデアはリー微分を、引き継がれた函数と与えられた点での元の函数の値とを比較することで定義する。リー微分はタイプ (r, s) のテンソル場に対して定義することができ、この観点からはタイプ (r, s) からタイプ (r, s) のテンソルへの写像とみなすことができる。
リー微分は通常、{\displaystyle \scriptstyle {\mathcal {L}}_{X}} と記される。ここに {\displaystyle \scriptstyle X} はリー微分の取る合同(congruence) に沿ったベクトル場である。
ベクトル場にそったテンソルのリー微分は、テンソル場とベクトル場の共変微分を通して表現することができる。スカラーのリー微分は、単に方向微分である。
{\displaystyle {\mathcal {L}}_{X}\phi =X^{a}\nabla _{a}\phi =X^{a}{\frac {\partial \phi }{\partial x^{a}}}}
リー微分には、高次ランクの項がさらに加えられる。例えば、タイプ (0, 2) のテンソルは、
{\displaystyle {\begin{aligned}{\mathcal {L}}_{X}T_{ab}&=X^{c}\nabla _{c}T_{ab}+(\nabla _{a}X^{c})T_{cb}+(\nabla _{b}X^{c})T_{ac}\\&=X^{c}T_{ab,c}+X_{,a}^{c}T_{cb}+X_{,b}^{c}T_{ac}\end{aligned}}}
である。
さらに一般的には、
{\displaystyle {\begin{aligned}{\mathcal {L}}_{X}T^{a_{1}\ldots a_{r}}{}_{b_{1}\ldots b_{s}}=&X^{c}(\nabla _{c}T^{a_{1}\ldots a_{r}}{}_{b_{1}\ldots b_{s}})\\&-(\nabla _{c}X^{a_{1}})T^{c\ldots a_{r}}{}_{b_{1}\ldots b_{s}}-\cdots -(\nabla _{c}X^{a_{r}})T^{a_{1}\ldots a_{r-1}c}{}_{b_{1}\ldots b_{s}}\\&+(\nabla _{b_{1}}X^{c})T^{a_{1}\ldots a_{r}}{}_{c\ldots b_{s}}+\cdots +(\nabla _{b_{s}}X^{c})T^{a_{1}\ldots a_{r}}{}_{b_{1}\ldots b_{s-1}c}\end{aligned}}}
である。実際、上記の表現では、共変微分 {\displaystyle \scriptstyle \nabla _{a}} を「任意」の捩れのない接続 {\displaystyle \scriptstyle {\tilde {\nabla }}_{a}}、あるいは、局所的には座標独立な微分 {\displaystyle \scriptstyle \partial _{a}} と置き換えることができる。このことは、リー微分は計量独立であることを示している。しかし共変微分のほうは添字の上げ下げと可換である点で便利である。
一般相対性理論においてリー微分の主要な使い方のひとつは、時空の対称性を研究する場合である。時空の対称性があると、テンソルや他の幾何学的な対象が保存され る。特に、キリングの対称性（リー微分による函数の引き継ぎの下での計量の対称性）は、時空の研究に非常に頻繁に現れてくる。上の公式を使い、キリング対称性を生成するベクトル場が満たす条件を書き下すことができる。
{\displaystyle {\begin{aligned}{\mathcal {L}}_{X}g_{ab}&=0\\\Leftrightarrow \nabla _{a}X_{b}+\nabla _{b}X_{a}&=0\\\Leftrightarrow X^{c}g_{ab,c}+X_{,a}^{c}g_{bc}+X_{,b}^{c}g_{ac}&=0\end{aligned}}}

## リーマン曲率テンソル
一般相対性理論で非常に重要なことは、曲がった多様体の概念である。多様体の曲率を測る有用な方法は、リーマン曲率テンソルと呼ばれる対象を扱うことである。
このテンソルは、2本の曲線に沿って 2つの点の間のベクトルを平行移動したときの効果を考えるアフィン接続を使うことにより曲率を測る。これらの 2つの平行移動の経路の間の差異は、本質的にリーマンテンソルにより計測される。
リーマンテンソルのこの性質は、どれくらい初期の平行な測地線が広がるかを記述することに使うことができる。このことは測地線偏差(geodesic deviation) の方程式により表現され、重力場の中で潮汐力が時空の曲率の結果にどれくらい影響されるかを意味している。
上記の過程を使い、リーマンテンソルはタイプ (1, 3) のテンソルとして定義され、クリストッフェル記号とその第一階偏微分を使い明らかな形に書き下すことができる。リーマンテンソルは 20 個の独立な成分からなる。領域上でこれらの成分がすべて 0 となることは、この領域では時空が平坦であることを表している。測地線偏差の観点からは、このことは、この時空の領域内では初期に平行な測地線が平行のままであることを意味する。
リーマンテンソルは、テンソルの対称性として理解される多くの性質を持っている。特に一般相対性理論で参照される性質は、代数的または微分幾何学的なビアンキ恒等式である。
任意のリーマン多様体の接続と曲率は、ホロノミー群(holonomy groups) の理論と密接に関係する。ホロノミー群は多様体上の曲線の周りの平行移動により定義される線型写像をとり、この関係性を記述することで定式化される。
リーマンテンソルは、数学的に空間が平坦であるか否か、また曲がっているとしたらどのくらいの曲率が与えられた領域に発生しているのか記述することを可能とする。リーマン曲率テンソルを導出するためには、まず、1つまたは 2つの添字を持つテンソルの共変微分の定義を思い起こさねばならない。
1. {\displaystyle \nabla _{\mu }V_{\nu }=\partial _{\mu }V_{\nu }-\Gamma ^{\rho }{}_{\mu \nu }V_{\rho }}
2. {\displaystyle \nabla _{m}[V_{\mu \nu }]=\partial _{m}V_{\mu \nu }-\Gamma ^{\rho }{}_{m\nu }V_{\rho }-\Gamma ^{\rho }{}_{m\mu }V_{\rho }}

リーマンテンソルの定式化のため、共変微分はランク 1 のテンソルに関しては二度とることとすると、方程式は次のようになる。
{\displaystyle {\begin{aligned}\nabla _{\sigma ,\mu }V_{\nu }&=\nabla _{\sigma }[\nabla _{\mu }V_{\nu }]\\&=\nabla _{\sigma }[\partial _{\mu }V_{\nu }-\Gamma ^{\rho }{}_{\mu \nu }V_{\rho }]\end{aligned}}}
共変微分のもうひとつの性質のため、
{\displaystyle \nabla _{\sigma ,\mu }V_{\nu }=\nabla _{\sigma }[\partial _{\mu }V_{\nu }]-\nabla _{\sigma }[\Gamma ^{\rho }{}_{\mu \nu }V_{\rho }]}
となる。さらに、ランク 2 のテンソルに対する規則により、
{\displaystyle \nabla _{\sigma ,\mu }V_{\nu }=(\partial _{\sigma }[\partial _{\mu }V_{\nu }]-\Gamma ^{\rho }{}_{\mu \nu }\partial _{\sigma }V_{\rho }-\Gamma ^{\rho }{}_{\sigma \nu }\partial _{\mu }V_{\rho }-\Gamma ^{\rho }{}_{\sigma \mu }\partial _{\rho }V_{\nu })-(\partial _{\sigma }[\Gamma ^{\rho }{}_{\mu \nu }V_{\rho }]-\Gamma ^{\alpha }{}_{\sigma \nu }\Gamma ^{\rho }{}_{\alpha \mu }V_{\rho }-\Gamma ^{\alpha }{}_{\sigma \mu }\Gamma ^{\rho }{}_{\alpha \nu }V_{\rho })}
である。ここで、添字の {\displaystyle \sigma } と {\displaystyle \mu } を入れ替えると、
{\displaystyle \nabla _{\mu ;\sigma }V_{\nu }=(\partial _{\mu }[\partial _{\sigma }V_{\nu }]-\Gamma ^{\rho }{}_{\sigma \nu }\partial _{\mu }V_{\rho }-\Gamma ^{\rho }{}_{\mu \nu }\partial _{\mu }V_{\rho }-\Gamma ^{\rho }{}_{\mu \sigma }\partial _{\rho }V_{\nu })-(\partial _{\mu }[\Gamma ^{\rho }{}_{\sigma \nu }V_{\rho }]-\Gamma _{\mu \nu }^{\alpha }\Gamma ^{\rho }{}_{\alpha \sigma }V_{\rho }-\Gamma _{\mu \sigma }^{\alpha }\Gamma ^{\rho }{}_{\alpha \nu }V_{\rho })}
を得る。
添字を入れ替える前の式から入れ替えた式を引き、クリストッフェル記号の対称性を思い起すと、
{\displaystyle \nabla _{\sigma ,\mu }V_{\nu }-\nabla _{\mu ;\sigma }V_{\nu }=\partial _{\mu }\Gamma ^{\rho }{}_{\sigma \nu }V_{\rho }-\partial _{\sigma }\Gamma ^{\rho }{}_{\mu \nu }V_{\rho }+\Gamma ^{\alpha }{}_{\sigma \nu }\Gamma ^{\rho }{}_{\alpha \mu }V_{\rho }-\Gamma ^{\alpha }{}_{\mu \nu }\Gamma ^{\rho }{}_{\alpha \sigma }V_{\rho }}
となる。これが求めている方程式で、この式に名前を付ける必要がある。
{\displaystyle \nabla _{\sigma }\nabla _{\mu }V_{\nu }-\nabla _{\mu }\nabla _{\sigma }V_{\nu }=(\partial _{\mu }\Gamma ^{\rho }{}_{\sigma \nu }-\partial _{\sigma }\Gamma ^{\rho }{}_{\mu \nu }+\Gamma ^{\alpha }{}_{\sigma \nu }\Gamma ^{\rho }{}_{\alpha \mu }-\Gamma ^{\alpha }{}_{\mu \nu }\Gamma ^{\rho }{}_{\alpha \sigma })V_{\rho }}
上式の左辺は3つの、右辺は4つの添字を持つことに注意すると、添字のペアにわたって和をとる必要がある。
{\displaystyle R_{\sigma \mu \nu }^{\rho }V_{\rho }=(\partial _{\mu }\Gamma ^{\rho }{}_{\sigma \nu }-\partial _{\sigma }\Gamma ^{\rho }{}_{\mu \nu }+\Gamma ^{\alpha }{}_{\sigma \nu }\Gamma ^{\rho }{}_{\alpha \mu }-\Gamma ^{\alpha }{}_{\mu \nu }\Gamma ^{\rho }{}_{\alpha \sigma })V_{\rho }}
結局リーマン曲率テンソルは、
{\displaystyle R_{\sigma \mu \nu }^{\rho }=\partial _{\mu }\Gamma ^{\rho }{}_{\sigma \nu }-\partial _{\sigma }\Gamma ^{\rho }{}_{\mu \nu }+\Gamma ^{\alpha }{}_{\sigma \nu }\Gamma ^{\rho }{}_{\alpha \mu }-\Gamma ^{\alpha }{}_{\mu \nu }\Gamma ^{\rho }{}_{\alpha \sigma }}
となる。添字は行列を掛けることにより縮約することができ、テンソルを共変とすることができる。このことはアインシュタイン方程式
{\displaystyle g_{\rho \lambda }R_{\sigma \mu \nu }^{\lambda }=R_{\rho \sigma \mu \nu }}
において有益であり、さらに分解すると、
{\displaystyle g^{\rho \mu }R_{\rho \sigma \mu \nu }=R_{\sigma \nu }}
となる。このテンソルはリッチテンソルと呼ばれ、リーマンテンソルの中の添字 {\displaystyle \rho } と {\displaystyle \mu } を同じとしそれらの和を取ることにより導出することができる。曲率スカラーはさらに進めることで次のように得られる。
{\displaystyle g^{\sigma \nu }R_{\sigma \nu }=R}
従って、ここで、3つの異なる対象を得たこととなる。
1. リーマン曲率テンソル: {\displaystyle R_{\sigma \mu \nu }^{\rho }} or {\displaystyle R_{\rho \sigma \mu \nu }}
2. リッチテンソル: {\displaystyle R_{\sigma \nu }}
3. スカラー曲率: {\displaystyle R}

これらはすべてアインシュタインの場の方程式の解を計算する際に有益である。

## エネルギー・運動量テンソル
相対性理論において重力場（物質とエネルギー）の源は、エネルギー・運動量テンソルと呼ばれる (0,2) 型の対称テンソルにより表現される。このテンソルはリッチテンソルと密接に関係する。エネルギー・運動量テンソルは4次元の2階テンソルであるので、4 × 4 の行列と見なすことができる。エネルギー・運動量テンソルはエネルギー条件(energy conditions) によりある形を満たすよう強制されるので、ジョルダン形式と呼ばれる様々な可能な行列のタイプは発生しない。

### エネルギー保存
一般相対性理論には、エネルギー・運動量の局所的な保存則があり、テンソルの方程式により簡素に表現することができる。
{\displaystyle T^{ab}{}_{;b}\,=0\ .}
特殊相対性理論でこの式に対応する局所的なエネルギー保存則は、
{\displaystyle T^{ab}{}_{,b}\,=0}
である。この説明は、「偏微分が共変微分へ至る」という経験則を表している。

## アインシュタイン場の方程式
アインシュタイン場の方程式 (Einsterin Field Equation、EFE) は一般相対性理論の中心部分である。EFE はどのように（エネルギー・運動量テンソルの中に表現される）質量とエネルギーが、（アインシュタインテンソルの中に表現される）時空の曲率と関係するかを記述する。抽象添字記法において、EFE は次のように表される。
{\displaystyle G_{\mu \nu }+\Lambda g_{\mu \nu }={\tfrac {8\pi G}{c^{4}}}T_{\mu \nu }}
ここで、左辺の Gμν はアインシュタインテンソル、Λ は宇宙定数で、右辺の c は真空中の光速、 π は円周率、G は重力定数である。この式はニュートンの万有引力の法則から出てくる。
EFE の解は計量テンソルである。EFEは、計量に関する非線型微分方程式であり、解くことが容易でないことが多い。そのため、それを解くために用いられる多くの戦略がある。たとえば、戦略のひとつに、最終的な計量の仮説 (ansatz)（もしくは教育的な推測）から始め、解くことができる未知数をもつ連立微分方程式を得るくらいにはまだ一般的だが、座標系を持つのに充分に具体的になるまで精密化していく方法がある。物理的に合理性をもつエネルギー・運動量テンソルの分布に対して正確に解が求まる場合、その結果となる計量テンソルは、完全可解系と呼ばれる。重要な完全可解系の例としては、シュヴァルツシルトの解やフリードマン・ルメートル・ロバートソン・ウォーカー計量がある。
EIH (Einstein–Infeld–Hoffman) 近似や他のことに関しては、Geroch and Jang, 1975 - 'Motion of a body in general relativity', JMP, Vol. 16 Issue 1) を参照。

## 測地線方程式
計量を得るために一旦アインシュタイン場の方程式が解かれたならば、慣性をもつ物体の時空内の運動を決定することが残された問題となる。一般相対性理論では、固有時間によりパラメータ表示される時間的または光的測地線に沿って慣性運動が発生することを仮定する。測地線は、測地線自身の接ベクトル {\displaystyle \scriptstyle {\vec {U}}} つまり {\displaystyle \scriptstyle \nabla _{\vec {U}}{\vec {U}}\;=\;0} に沿って平行移動する曲線である。この条件（測地線方程式、英: geodesic equation）は、接ベクトル {\displaystyle \scriptstyle U^{a}={dx^{a}}/{d\tau }} を持つ座標系を用いて書くことができる。
{\displaystyle {\ddot {x}}^{a}+{\Gamma ^{a}}_{bc}\,{\dot {x}}^{b}\,{\dot {x}}^{c}=0}
ここに  は x の 曲線に沿った固有時間 τ による微分 dx/dτ を表す。この等式によりクリストッフェル記号の意義が明確となる。
一般相対性理論の主たる特徴は、粒子の経路や重力場の輻射を決定することにある。これは測地線方程式を解く(solving the geodesic equations) ことにより達成される。
アインシュタイン場の方程式は、全物質（エネルギー）の分布と時空の曲率と関連付ける。その非線型性により、結果として現れる時空の中の物質の正確な運動を決定するときに問題が起こる。例えば、恒星の周りを回る惑星から成る系において、惑星の運動は惑星と恒星の運動の和であるエネルギー・運動量テンソルについての場の方程式を解くことにより決定される。惑星の重力場は全体の時空の幾何学に影響を与える、従って、対象の運動に影響を与えることになる。それ故、場の方程式は測地線を導出することに使うことができるという主張は合理的である。
系のエネルギー・運動量テンソルが完全流体であるとき、エネルギー運動量テンソルの局所保存法則を使うことで、測地線の運動方程式が完全に満たされることを示すことができる。

## ラグランジアン定式化
すべての物理学の理論において運動方程式、または場の方程式の導出における核心は、多くの研究者により強調すべきものであると見なされている。これらの導出を行う全く普遍的な方法は変分法を使うことであり、ここで使われる主要な対象はラグランジアンである。
このアプローチは理論を構成するエレガントな方法であると見なされるのが普通だが、単に理論を表現している方法にすぎないと見なされることもある（通常、ラグラジアンの構成は理論が発展した後で行われる）。